# 明月山 (香港)
明月山是香港的一個非法骨灰龕場，項目曾經估值13億港元，是香港上市公司(SEHK # 8218)香港生命集團主要資產。明月山位於元朗牛潭尾、佔地2180平方呎，設有1560個龕位，計劃可安放先人骨灰。最高紀錄，已經有190個出售。

## 事件
2010年5月，香港生命集團宣布開發明月山。在同年8月，參考城市規劃大綱圖顯示，原地只可以發展作鄉村設施，因此規劃署指控明月山非法經營骨灰龕。由此，該公司明月山以司法覆核挑戰規劃署指控，在2011年10月3日，高等法院判決月明山敗訴，上市公司香港生命集團股價大趺及停牌。

## 相關
- 神龕

## 外部參考
- 明報: 香港明月山[永久]
- 香港明月山